# 巷の恋
『巷の恋』（ちまたのこい、イタリア語: L'amore in città, 「都市における恋愛」の意）は、1953年（昭和28年）製作・公開、イタリアのオムニバス映画である。日本語での別題は『都市の恋』（としのこい）、『街の恋』（まちのこい）。

## 構成
1. 第一話『お金で買う愛』 - L'Amore che si paga : 監督カルロ・リッツァーニ、脚本ディーノ・リージ、脚本アルド・ブッツィ / ルイジ・キアリーニ / ルイージ・マレルバ / トゥリオ・ピネリ / ヴィットリオ・ヴェルトローニ / チェーザレ・ザヴァッティーニ
2. 第二話『自殺未遂』 - Tentato suicido : 監督・脚本ミケランジェロ・アントニオーニ、脚本アルド・ブッツィ / ルイジ・キアリーニ / ルイージ・マレルバ / トゥリオ・ピネリ / ヴィットリオ・ヴェルトローニ / チェーザレ・ザヴァッティーニ
3. 第三話『4時間のパラダイス』 - Paradiso per 4 ore : 監督・原作ディーノ・リージ、脚本アルド・ブッツィ / ルイージ・マレルバ / トゥリオ・ピネリ / ヴィットリオ・ヴェルトローニ / チェーザレ・ザヴァッティーニ
4. 第四話『結婚相談所』 - Un Agenzia matrimoniale : 監督・脚本フェデリコ・フェリーニ、脚本トゥリオ・ピネリ
5. 第五話『カテリーナの物語』 - Storia di Caterina : 監督チェーザレ・ザヴァッティーニ / フランチェスコ・マゼッリ、脚本チェーザレ・ザヴァッティーニ
6. 第六話『イタリア人は見つめる』 - Gli Italiani si voltano : 監督・脚本アルベルト・ラットゥアーダ、脚本アルド・ブッツィ / ルイジ・キアリーニ / ルイージ・マレルバ / トゥリオ・ピネリ / ヴィットリオ・ヴェルトローニ / チェーザレ・ザヴァッティーニ

## 略歴・概要
本作は、1953年、スター俳優を一切起用せずにファロ・フィルムが製作、イタリアのラツィオ州ローマ県のローマ市内各所でロケーション撮影を行って完成、同年11月26日にイタリア国内で公開された。
日本では、劇場公開されていないが、フェデリコ・フェリーニの監督デビュー作でアルベルト・ラットゥアーダとの共同監督作『寄席の脚光』に次ぐ作品として、フェリーニが監督した第四話の『結婚相談所』というタイトルとともに、『巷の恋』のタイトルで多く紹介されていた。時期は不明であるが、日本テレビ放送網が『都市の恋』のタイトルで放映したことがあり、1997年（平成9年）11月28日には東北新社がVHSのフォーマットで『街の恋』に改題してビデオグラム発売した。

## スタッフ
- プロデューサー : マルコ・フェレーリ、リカルド・ギオーネ （Riccardo Ghione [3]）、チェーザレ・ザヴァッティーニ
- 監督 : フェデリコ・フェリーニ、ミケランジェロ・アントニオーニ、カルロ・リッツァーニ （Carlo Lizzani）、ディーノ・リージ、フランチェスコ・マゼッリ （Francesco Maselli）、チェーザレ・ザヴァッティーニ、アルベルト・ラットゥアーダ
- 脚本 : ディーノ・リージ、ミケランジェロ・アントニオーニ、アルド・ブッツィ （Aldo Buzzi）、ルイジ・キアリーニ （Luigi Chiarini）、ルイージ・マレルバ （Luigi Malerba）、トゥリオ・ピネリ （Tullio Pinelli）、ヴィットリオ・ヴェルトローニ （Vittorio Veltroni）、チェーザレ・ザヴァッティーニ、フェデリコ・フェリーニ、マルコ・フェレーリ、アルベルト・ラットゥアーダ
- 撮影 : ジャンニ・ディ・ヴェナンツォ （Gianni Di Venanzo）
- 美術 : ジャンニ・ポリドーリ （Gianni Polidori [4]）
- 編集 : エラルド・ダ・ローマ （Eraldo Da Roma）
- 音楽 : マリオ・ナシンベーネ

## キャスト
クレジットされた俳優のうち、映画界に残った者のみ。
クレジット順
- ドナテッラ・マッロズー （Donatella Marrosu [5]） - 出演・第二話『自殺未遂』
- ネッラ・ベルトッチョーニ （Nella Bertuccioni [6]） - 出演・第二話『自殺未遂』
- アントニオ・チファリエッロ （Antonio Cifariello） - 出演 ジャーナリスト役・第四話『結婚相談所』
- リヴィア・ヴェントゥリーニ （Livia Venturini [7]） - 出演・第四話『結婚相談所』
- マレーザ・ガッロ （Maresa Gallo） - 出演・第四話『結婚相談所』
- アンジェラ・ピエッロ （Angela Pierro [8]） - 出演・第四話『結婚相談所』
- リタ・アンドレアーナ （Rita Andreana [9]） - 出演・第四話『結婚相談所』
- リア・ナタリ （Lia Natali [10]） - 出演・第四話『結婚相談所』
- クリスティナ・グラドー （Cristina Grado [11]） - 出演・第四話『結婚相談所』
- イラリオ・マラシーニ （Ilario Malaschini [12]） - 出演・第四話『結婚相談所』
- スー・エレン・ブレイク （Sue Ellen Blake [13]） - 出演・第四話『結婚相談所』
- シルヴィオ・リッロ （Silvio Lillo [14]） - 出演・第四話『結婚相談所』
- マーラ・ベルニ （Mara Berni） - 出演・第六話『イタリア人は見つめる』
- ヴァレリア・モリコーニ （Valeria Moriconi） - 出演・第六話『イタリア人は見つめる』
- ジョヴァンナ・ラリ （Giovanna Ralli） - 出演・第六話『イタリア人は見つめる』
- ウーゴ・トニャッツィ - 出演・第六話『イタリア人は見つめる』
- パトリツィア・ラリ （Patrizia Lari [15]） - 出演・第六話『イタリア人は見つめる』
- ライモンド・ヴィアネッロ （Raimondo Vianello） - 出演・第六話『イタリア人は見つめる』
- エッダ・エヴァンジェリスタ （Edda Evangelista [16]） - 出演・第六話『イタリア人は見つめる』
- リアナ・ポッジャリ （Liana Poggiali [17]） - 出演・第六話『イタリア人は見つめる』
- マリーザ・ヴァレンティ （Marisa Valenti [18]） - 出演・第六話『イタリア人は見つめる』
- マリア・ピア・トレパオリ （Maria Pia Trepaoli [19]） - 出演・第六話『イタリア人は見つめる』
- マルコ・フェレーリ - 出演・第六話『イタリア人は見つめる』
- マリオ・ボノッティ （Mario Bonotti [20]） - 出演・第六話『イタリア人は見つめる』

## 関連事項
- ネオレアリズモ
- イタリア式コメディ

## 註
1. 1 2 3  Love in the City, Internet Movie Database （英語）, 2010年8月25日閲覧。
2. 1 2 3  街の恋、allcinema ONLINE、2010年8月25日閲覧。
3. ↑  Riccardo Ghione - IMDb（英語）, 2010年8月25日閲覧。
4. ↑  Gianni Polidori - IMDb（英語）, 2010年8月25日閲覧。
5. ↑  Donatella Marrosu - IMDb（英語）, 2010年8月25日閲覧。
6. ↑  Nella Bertuccioni - IMDb（英語）, 2010年8月25日閲覧。
7. ↑  Livia Venturini - IMDb（英語）, 2010年8月25日閲覧。
8. ↑  Angela Pierro - IMDb（英語）, 2010年8月25日閲覧。
9. ↑  Rita Andreana - IMDb（英語）, 2010年8月25日閲覧。
10. ↑  Lia Natali - IMDb（英語）, 2010年8月25日閲覧。
11. ↑  Cristina Grado - IMDb（英語）, 2010年8月25日閲覧。
12. ↑  Ilario Malaschini - IMDb（英語）, 2010年8月25日閲覧。
13. ↑  Sue Ellen Blake - IMDb（英語）, 2010年8月25日閲覧。
14. ↑  Silvio Lillo - IMDb（英語）, 2010年8月25日閲覧。
15. ↑  Patrizia Lari - IMDb（英語）, 2010年8月25日閲覧。
16. ↑  Edda Evangelista - IMDb（英語）, 2010年8月25日閲覧。
17. ↑  Liana Poggiali - IMDb（英語）, 2010年8月25日閲覧。
18. ↑  Marisa Valenti - IMDb（英語）, 2010年8月25日閲覧。
19. ↑  Maria Pia Trepaoli - IMDb（英語）, 2010年8月25日閲覧。
20. ↑  Mario Bonotti - IMDb（英語）, 2010年8月25日閲覧。